# Callia potiaiuba
Callia potiaiuba là một loài bọ cánh cứng trong họ Cerambycidae.